# Ioujnoportovy
Ioujnoportovy (russe : Муниципальный округ Южнопортовый) est un district municipal du district administratif sud-est de la municipalité de Moscou.
Il tire son nom du port fluvial sud située sur la Moskova dans le quartier adjacent de Petchatniki.

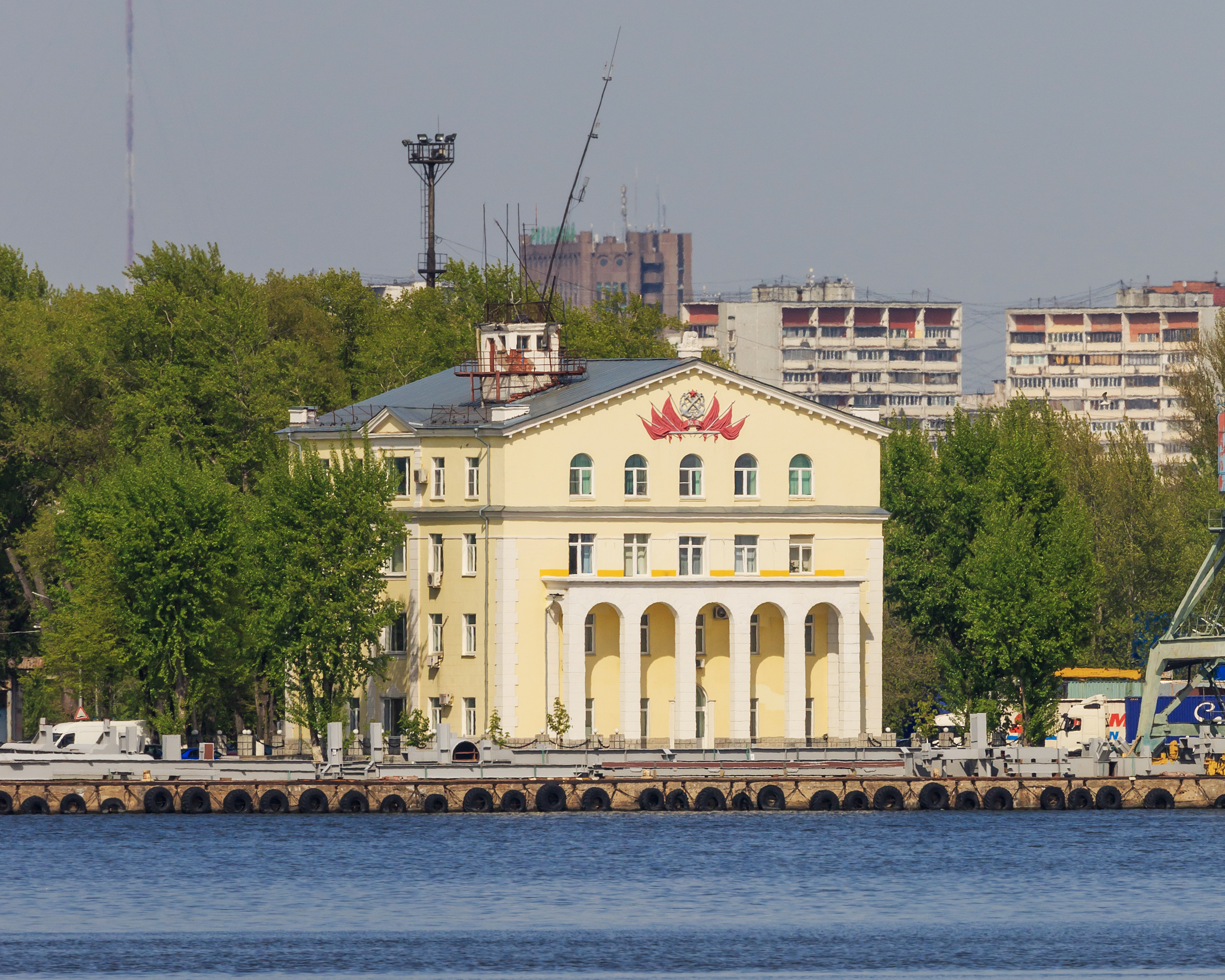
Port fluvial du sud, Moscou.

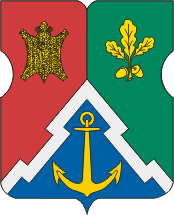
Armes du district
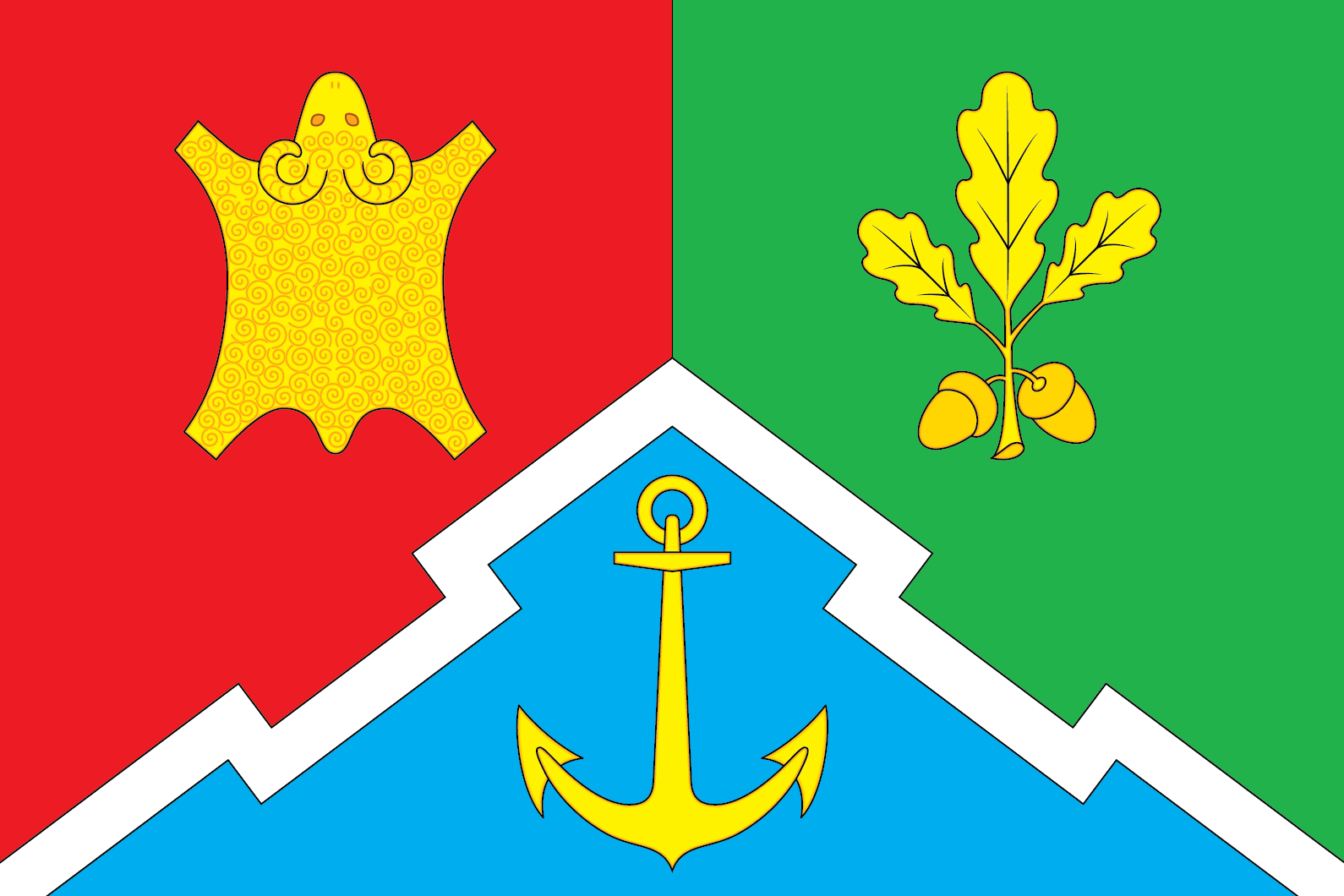
Drapeau du district